# 대한홍삼배 엠게임 프로리그
대한홍삼배 엠게임 프로리그(大韓紅蔘盃-)는 (주)대한홍삼의 후원으로 2003년에 치러졌던 최초 온라인 프로 장기 기전이었다. 대회는 엠게임에서 치러졌다.

## 대회 개요
- 주최: 엠게임
- 주관: 한국장기협회
- 협찬: (주)대한홍삼
- 특이사항: 1년간 3기에 걸쳐 엠게임 장기에서 진행되었고 1년간 성적을 종합하여 최종 성적 상위자 2명을 선발하여 5판 3선승제로 통합 챔피언을 가렸음.

## 대회 결과
| 깃수 | 1위    | 2위    | 3위    |
| ---- | ------ | ------ | ------ |
| 1기  | 김경중 | 김민수 | 이성준 |
| 2기  | 김경중 | 황문수 | 신대순 |
| 3기  | 김경중 | 황문수 | 신대순 |

### 통합전
| 우승   | 준우승 |
| ------ | ------ |
| 김경중 | 성우제 |